# Ongudai
Ongudai (russisch Онгуда́й) ist ein größeres Dorf (selo) in der autonomen Republik Altai (südwestliches Sibirien, Russland) mit 5655 Einwohnern (Stand 14. Oktober 2010).

## Geographie

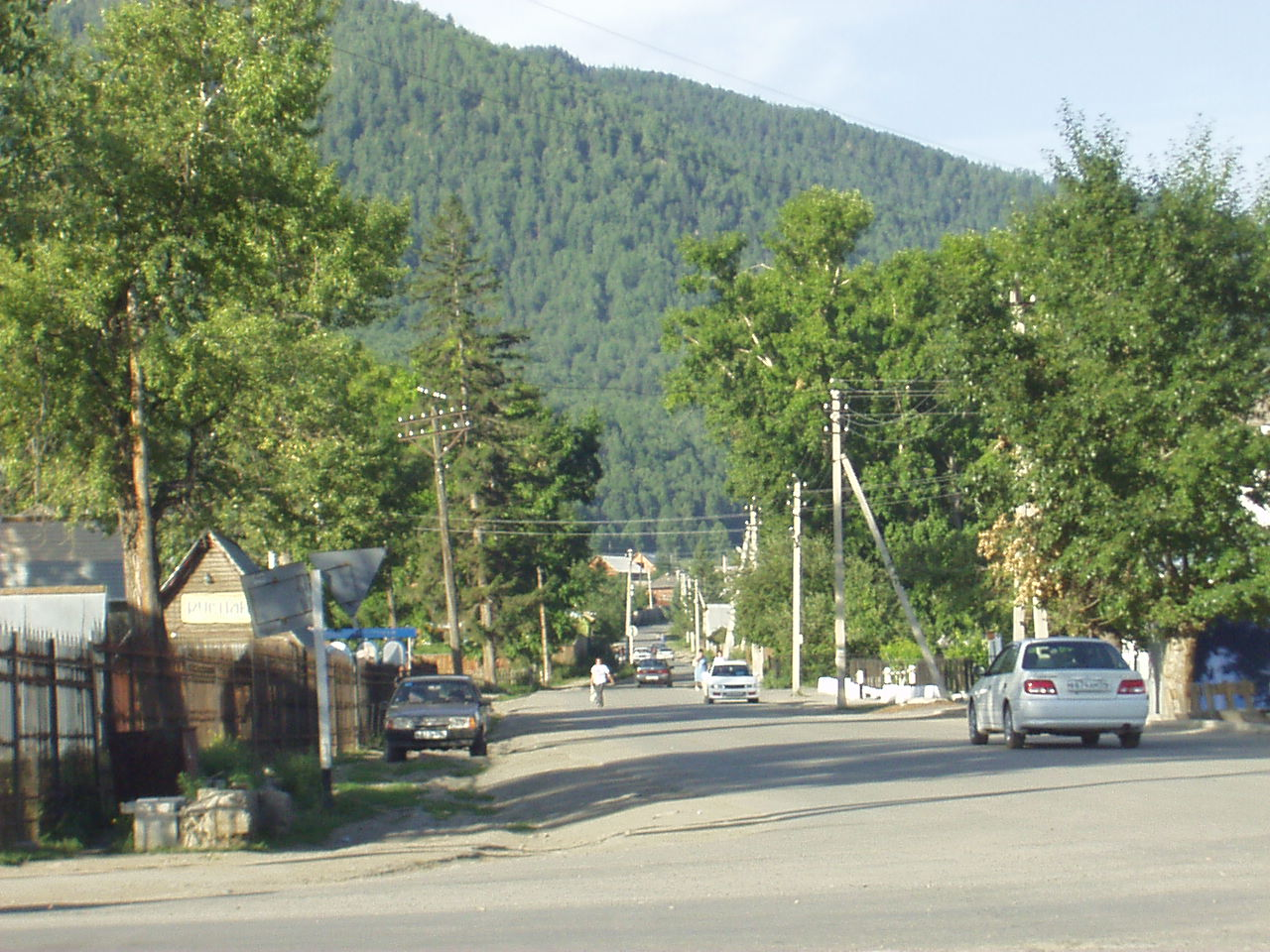
Straße in Ongudai

Der Ort liegt etwa 130 km südlich der Republikhauptstadt Gorno-Altaisk und wie diese im Einzugsgebiet des linken und größten Ob-Quellflusses Katun, an dessen linkem Nebenfluss Ursul. Nordöstlich von Ongudai erreichen die Berge des Altai zwischen Ursul und Katun Höhen von gut 1900 m und sind dort bis in die Gipfellagen bewaldet. Südwestlich erheben sich Ausläufer des Terekta-Kammes mit etwa 2500 m über die Waldgrenze.
Ongudai ist Verwaltungszentrum des gleichnamigen Rajons Ongudai.
Bevölkerungsentwicklung
| Jahr | Einwohner |
| ---- | --------- |
| 1939 | 3230      |
| 1959 | 3328      |
| 1970 | 3737      |
| 1979 | 4472      |
| 1989 | 5399      |
| 2002 | 5376      |
| 2010 | 5655      |

Anmerkung: Volkszählungsdaten

## Infrastruktur
Ongudai liegt an der Fernstraße R256, die von Nowosibirsk und Gorno-Altaisk kommend nach Süden in den russischen Altai hinaufführt. Der knapp 1900 m hohe Sema-Pass, über den sie die Wasserscheide zwischen den Katun-Nebenflüssen Sema und Ursul überquert, liegt etwa 50 km nordwestlich des Ortes.